# 요제프슈타트
요제프슈타트(독일어: Josefstadt)는 오스트리아 빈의 제 8구역이다.